# Route nationale 23 (Madagascar)
Pour les articles homonymes, voir Route nationale 23.
La route nationale 23 (N 23) est une route nationale s'étendant de Mahanoro jusqu'à Marolambo à Madagascar,.

## Description
La route nationale 23 parcourt 120 km dans la région de Atsinanana.
La route N 23 s'écarte de la  N 11a au sud de la ville côtière de Mahanoro et se dirige vers l'ouest , traverse Beanana et Ambinanindrano puis continue jusqu'à Marolambo .

## Parcours
- Mahanoro
- Traversier du fleuve Mangoro
- Beanana
- Ambinanindrano
- Marolambo